# سعید محسن علی
سعید محسن علی (عربی: سعيد محسن علي؛ زادهٔ ۲۲ ژانویهٔ ۱۹۸۲) یک بازیکن فوتبال اهل عراق است.
از باشگاه‌هایی که در آن بازی کرده‌است می‌توان به نجف، و باشگاه الجزیره امارات، نجف، و نجف اشاره کرد.
وی همچنین در تیم ملی فوتبال عراق بازی کرده است.